# Deutscher Reichsanzeiger

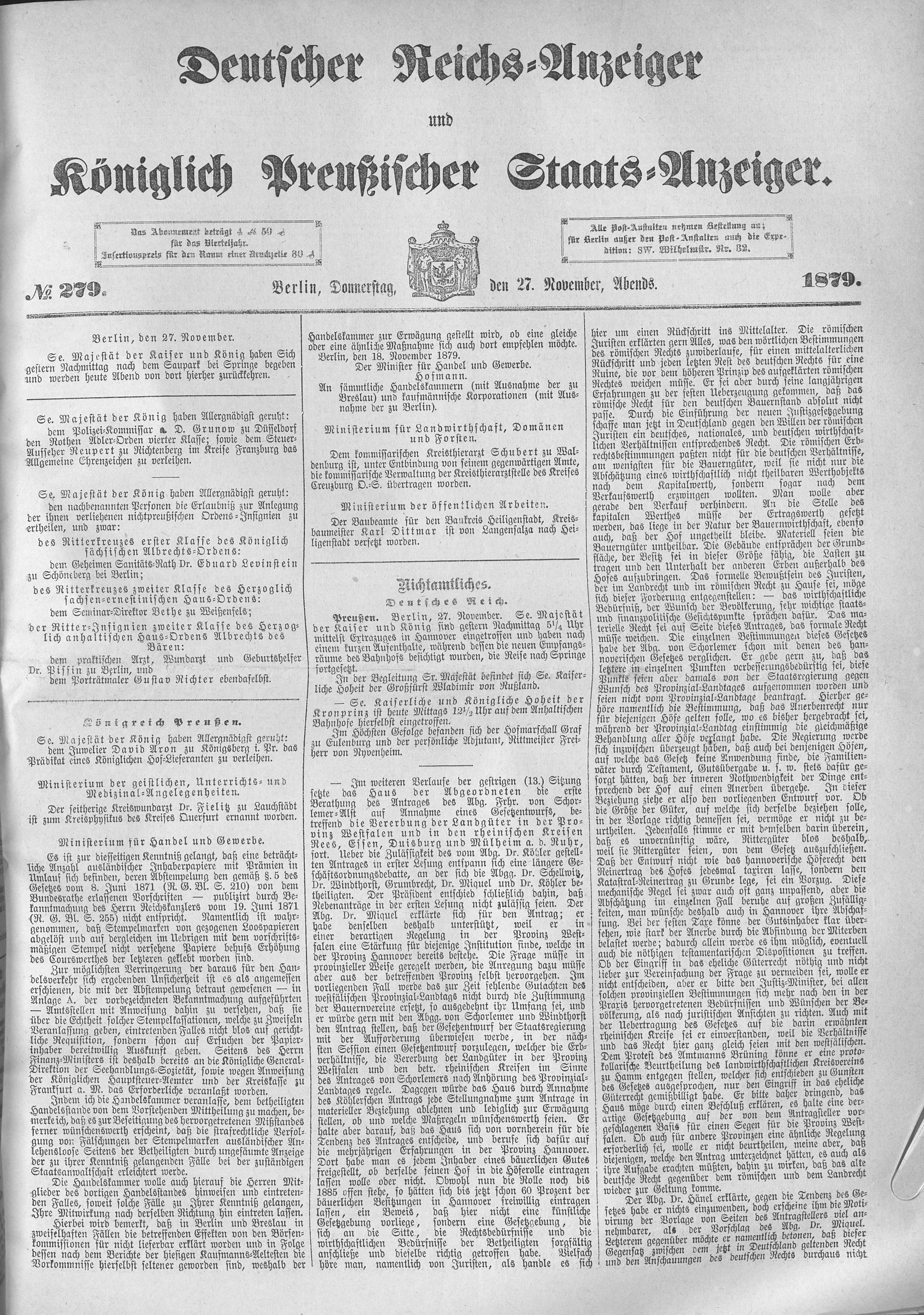
Numéro du 27 novembre 1879.

Le Deutscher Reichsanzeiger, en français : Bulletin impérial allemand, était le journal officiel du Reich allemand dans lequel étaient publiés les annonces relatives aux personnes, les règlements administratifs du Reich ainsi que de brefs rapports sur les travaux du Reichstag. À partir de 1875, conformément à l'alinéa §6 de la loi sur la protection des marques, on publie les marques enregistrées pour la première fois. Sa parution était quotidienne, sauf les dimanches et jours fériés.
Le Reichsanzeiger a succédé un bulletin d'annonce qui existait déjà depuis janvier 1819 sous le titre Allgemeine Preußische Staats-Zeitung. Il change plusieurs fois de nom : Allgemeine Preußische Zeitung, Allgemeiner Preußischer Staats-Anzeiger, Königlich Preußischer Staats-Anzeiger, Deutscher Reichs-Anzeiger und Königlich Preußischer Staats-Anzeiger, et enfin Deutscher Reichsanzeiger und preußischer Staatsanzeiger (1918-1945).
En République fédérale d'Allemagne, les fonctions du Reichsanzeiger sont remplies par la Gazette fédérale, le Bundesanzeiger.

## Contenus

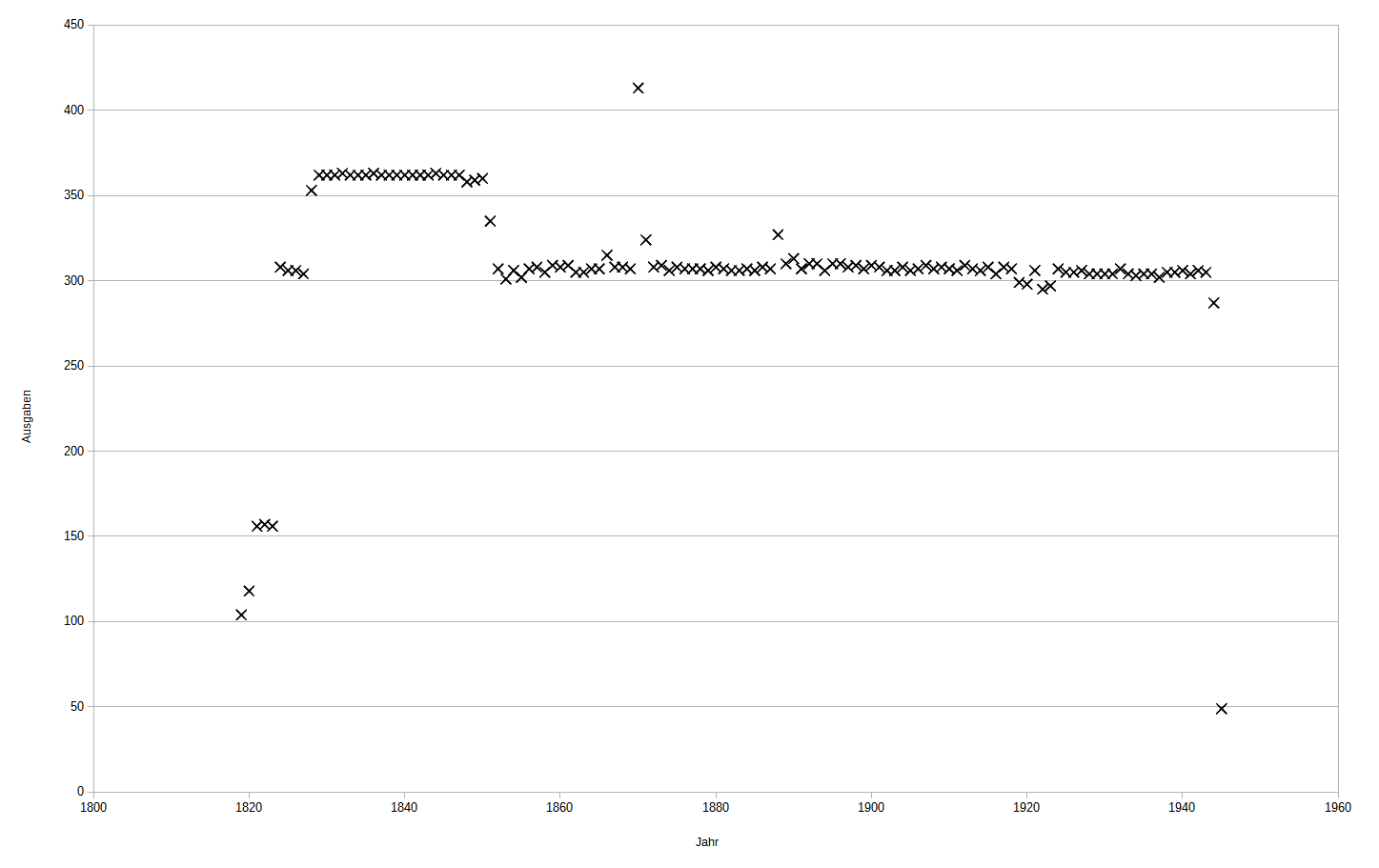
Nombre de numéros par année (1819-1945)

Les listes des victimes de la Première Guerre mondiale ont été publiées dans le Reichsanzeiger.
Outre les inscriptions au registre du commerce, les suppléments au registre central du commerce du Reich allemand répertorient également les demandes de brevet et de certificats d'utilité, et les annonces de faillite.
À l'époque du national-socialisme, 359 listes de déchéance de la nationalité sont publiées, avec 39 006 personnes répertoriées .
La partie non officielle contenait divers comptes-rendus sur l'art et la culture, la science et la technologie, des informations du monde entier, les horaires des navires et des chemins de fer, les prix des produits agricoles et des matières premières, la météo et autres. Parmi eux se trouvent de nombreux rapports d'agence du Bureau télégraphique Wolff, pour la plupart indiqués par le sigle WTB.